# ベリリウム肺
ベリリウム肺(症) (Berylliosis) または慢性ベリリウム症 (chronic beryllium disease, CBD) はベリリウムおよびベリリウム化合物への曝露によって肺に生ずる慢性アレルギー性疾患であり化学性肺炎。ベリリウム中毒の一症状である。航空宇宙産業やベリリウム鉱山、蛍光灯工場（かつて蛍光体にベリリウム化合物が用いられていたため）の作業者に職業病として多発した。
治療法はなく、対症療法が中心となる。

## 歴史
1930年代に、ベリリウム鉱山や精錬所の作業者に気管支炎や肺炎に似た症状が生ずることがドイツとロシアで報告された。1946年までにアメリカの蛍光灯工場の作業者に同様の症状が多発し、1949年にはベリリウム化合物の使用が取り止められた。作業時に曝露してから何年も発症しない者もいれば、またある者は一度わずかな塵に曝露しただけで発症するなど、感受性は個人差が非常に大きいことが知られている。ある研究では、オハイオ州ロレインのベリリウム工場から3/4マイル（約1.2キロメートル）の範囲に住む人のうち1%が、大気1立方メートルあたり1ミリグラム以下の濃度のベリリウムへの曝露でベリリウム肺を発症していた。アメリカでは900件のベリリウム肺症例が登録されており、当初は精錬所や蛍光灯工場の関係者がほとんどだったが、後には航空宇宙産業やセラミックス産業、冶金工業の関係者が多数を占めるようになった。

## 原因
ベリリウム鉱の採掘や精製抽出、ベリリウム合金の製造および機械加工、ベリリウム含有製品のスクラップ処理などの際に生じた粉塵を吸入することで発症する。ベリリウムを含む粉塵の吸入が原因のため、直接作業に従事する者だけでなく、作業現場の近くにいる秘書や警備員が発症する事もある。

## 兆候および症状
単回または長期にわたる吸入で肺が感作を受ける。継続して曝露すると、肉芽腫と呼ばれる炎症性結節を生じる。2006年の研究では、ベリリウムの吸入を防いでも慢性ベリリウム症やベリリウム感受性の減少がみられなかったことから、ベリリウムの吸入だけでなく経皮接触によっても引き起こされる可能性が示唆されている。
肉芽腫は結核やサルコイドーシスといった他の慢性疾患でもみられ、鑑別が難しいことがある。しかし、慢性ベリリウム症の肉芽腫には乾酪壊死を認めない（すなわち非乾酪性である）ことが特徴である。
進行すると拘束性肺疾患を発症し肺拡散能が低下する。臨床的には、患者は咳嗽や呼吸困難を示す。また、胸痛や関節痛、体重減少や発熱などの症状が現れる。まれに肝臓など他の臓器に肉芽腫を生じることがある。
これらの症状は曝露から数週間から数十年経って発症するが、発症しない人もいる。人によっては単回の曝露で発症することもある。
ベリリウムとの接触により皮下に形成された肉芽腫性結節は、外科的療法によって除去する。

## 診断
鑑別診断が必要な疾患としては以下のものがある。
- サルコイドーシス
- 肉芽腫性肺疾患
  - 結核
  - 真菌感染症
  - 多発血管炎性肉芽腫症
- 特発性肺線維症
- 過敏性肺臓炎
- 気管支喘息

慢性ベリリウム症は、上記のうち特にサルコイドーシスと非常によく似ている。サルコイドーシスの全症例のうち、最大6%が慢性ベリリウム症であるとする研究もある。

## 治療
アレルギー性疾患であるため、副腎皮質ホルモン剤の投与により炎症をコントロールすることが治療の中心となる。
- 急性ベリリウム症[7]
  - 機械的人工換気（人工肺）
- 慢性ベリリウム症[7]
  - 酸素投与、呼吸リハビリテーション、右室不全の治療
- 末期の慢性ベリリウム症[7]
  - 肺移植

## 予防
曝露量を可能な限り減らす。